# Міхаель Рідерстедт
Міхаель Рідерстедт (швед. Michael Ryderstedt; нар. 12 листопада 1984) — колишній шведський тенісист.
Найвищу одиночну позицію світового рейтингу — 130 місце досяг 18 липня 2005, парну — 150 місце — 13 липня 2009 року.
Завершив кар'єру 2012 року.

## Фінали турнірів ATP за кар'єру

### Парний розряд: 1 (0–1)
| Легенда (до/після 2009)                                         |
| Турніри Великого шлему (0–0)                                    |
| Tennis Masters Cup / Фінали Світового туру ATP (0–0)            |
| Серія Мастерс ATP / Серія Мастерс 1000 Світового Туру ATP (0–0) |
| Серія ATP Інтернешнл Ґолд / Серія 500 Світового туру ATP (0–0)  |
| Серія ATP Інтернешнл / Серія 250 Світового туру ATP (0–1)       |

| Фінали за покриттям |
| Тверде (0–1)        |
| Ґрунт (0–0)         |
| Трава (0–0)         |
| Килим (0–0)         |

| Результат | Ранг | Дата           | Турнір            | Покриття   | Партнер        | Суперники у фіналі          | Рахунок у фіналі |
| Поразка   | 1.   | 12 жовтня 2008 | Стокгольм, Швеція | Тверде (i) | Юган Брунстрем | Йонас Бйоркман Кевін Ульєтт | 1–6, 3–6         |

## Титули Челленджер в одиночному розряді
| Легенда (одиночний розряд) |
| Великий шлем (0)           |
| Tennis Masters Cup (0)     |
| Серія Мастерс ATP (0)      |
| Тур ATP (0)                |
| Челленджери (1)            |

| Ранг | Дата          | Турнір      | Покриття | Суперник у фіналі | Рахунок         |
| 1.   | 7 лютого 2005 | Даллас, США | Тверде   | Андре Са          | 26–7, 7–65, 6–2 |

## Титули Челленджер у парному розряді
| Ранг | Дата          | Турнір             | Покриття | Партнер         | Суперники у фіналі                       | Рахунок          |
| 1.   | 1 травня 2006 | Тельде, Іспанія    | Ґрунт    | Адам Хадай      | Давід Марреро Даніель Муньйос де ла Нава | 5–7, 6–3, [10–7] |
| 2.   | 28 липня 2008 | Тампере, Фінляндія | Ґрунт    | Ервін Елесковіч | Харрі Хеліовара Генрі Контінен           | 6–3, 6–4         |

### Поразка (6)
| Ранг | Дата             | Турнір                     | Покриття   | Партнер              | Суперники у фіналі                  | Рахунок               |
| 1.   | 19 липня 2004    | Вальядолід, Іспанія        | Тверде     | Айсам-уль-Хак Куреші | Жан-Франсуа Башло Ніколя Маю        | 6–3, 6–4              |
| 2.   | 31 липня 2006    | Тімішоара, Румунія         | Ґрунт      | Ервін Елесковіч      | Віктор Крівой Віктор Йоніце         | 6–3, 6–4              |
| 3.   | 17 липня 2007    | Манчестер, Велика Британія | Трава      | Єссе Гута Ґалунґ     | Роган Бопанна Айсам-уль-Хак Куреші  | 4–6, 6–3, [10–5]      |
| 4.   | 29 жовтня 2007   | Луїсвілл, США              | Тверде     | Річард Блумфілд      | Джон Ізнер Тревіс Перротт           | 6–4, 6–4              |
| 5.   | 9 листопада 2008 | Рімускі, Канада            | Тверде (i) | Крістіан Плесс       | Вашек Поспішил Милош Раонич         | 5–7, 6–4, [10–6]      |
| 6.   | 7 серпня 2011    | Пекін, КНР                 | Тверде     | Харрі Хеліовара      | Санчай Ратіватана Сончат Ратіватана | 6–7(4–7), 6–3, [10–3] |